# یواس‌اس کاهابا (ای‌او-۸۲)
یواس‌اس کاهابا (ای‌او-۸۲) (به انگلیسی: USS Cahaba (AO-82)) یک کشتی بود که طول آن ۵۲۳ فوت ۶ اینچ (۱۵۹٫۵۶ متر) بود. این کشتی در سال ۱۹۴۳ ساخته شد.